# Грачов Андрій Серафимович
Андрій Серафимович Грачов (9 липня 1941, місто Москва, тепер Російська Федерація) — радянський діяч, політолог, журналіст, спеціаліст з міжнародних відносин, помічник і останній прес-секретар президента СРСР Михайла Горбачова. Член ЦК КПРС у 1990—1991 роках. Кандидат історичних наук (1975). 

## Життєпис
У 1964 році закінчив Московський державний інститут міжнародних відносин Міністерства закордонних справ СРСР, сходознавець.
У 1964—1966 роках — референт, старший референт Комітету молодіжних організацій СРСР.
Член КПРС з 1965 року.
У 1966—1973 роках — радянський представник у редакції журналу «Молодь світу» та в Бюро Всесвітньої федерації демократичної молоді в місті Будапешті (Угорщина).
У 1973 році — 1-й заступник голови Комітету молодіжних організацій СРСР.
У 1973—1978 роках — референт Міжнародного відділу ЦК КПРС.
У 1978—1986 роках — помічник завідувача відділу, консультант, завідувач сектору відділу зовнішньополітичної пропаганди ЦК КПРС.
У 1986—1989 роках — завідувач сектору відділу пропаганди ЦК КПРС.
З 1989 року — член ради засновників газети «Московские новости».
У 1989—1991 роках — заступник завідувача Міжнародного відділу ЦК КПРС.
З серпня по грудень 1991 року — помічник і останній прес-секретар президента СРСР Михайла Горбачова.
У 1992—1994 роках — політичний оглядач тижневика «Московские новости». З 1994 року — власний кореспондент щотижневого журналу «Новое время» в Парижі, з 1996 року — член редакційної колегії видання «Новое время».
Викладав в університетах Франції, Японії, Великої Британії. Живе у Парижі. Автор кількох книг-бестселерів про Горбачова та Радянський Союз.

## Основні праці
- Політичний екстремізм. Москва: Мысль, 1986.
- Кремлівська хроніка [1964—1991 рр.] Москва: Ексмо, 1994.
- Далі без мене...: Відхід Президента Москва: Прогрес: Культура, 1994.
- Горбачов. Москва: Вагріус, 2001.
- Останній день СРСР. Свідчення очевидця: спогади помічника Президента Радянського Союзу. Москва: Ексмо, 2022.
- Горбачов. Людина, яка хотіла як краще. Москва: Ексмо, 2023.
- Загублений світ. Чому сьогодні йде війна. Москва: Ексмо, 2023.

## Нагороди і звання
- орден Дружби народів
- орден «Знак Пошани»
- медалі
- Премія Жана-Мішеля Гайяра (Франція) (2012)